# River Jordan
River Jordan est une communauté située dans la province de la Colombie-Britannique, dans l'Île de Vancouver.